# John Michael Beaumont
John Michael Beaumont (Egitto, 20 dicembre 1927 – Guernsey, 3 luglio 2016) è stato il ventiduesimo signore di Sark. Era il figlio dell'ufficiale della Royal Air Force e produttore cinematografico Francis William Lionel Collings Beaumont e della sua prima moglie Enid Corinne Ripley (da cui divorziò nel 1937 per sposare l'attrice Mary Lawson). Ottenne la suddetta dignità nel 1974, anno della morte della nonna paterna Sibyl Mary Hathaway.

## Biografia

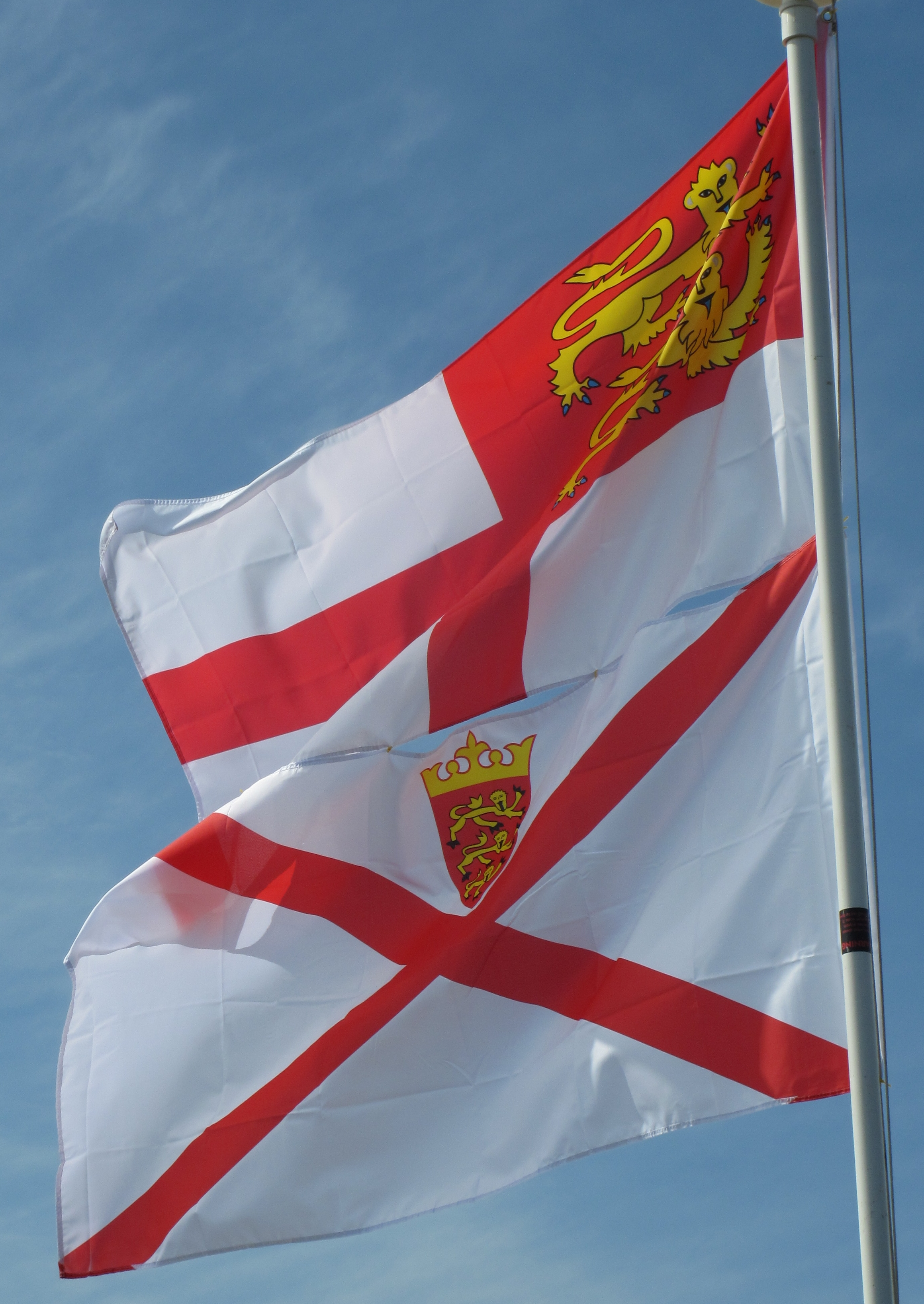
La bandiera di Sark

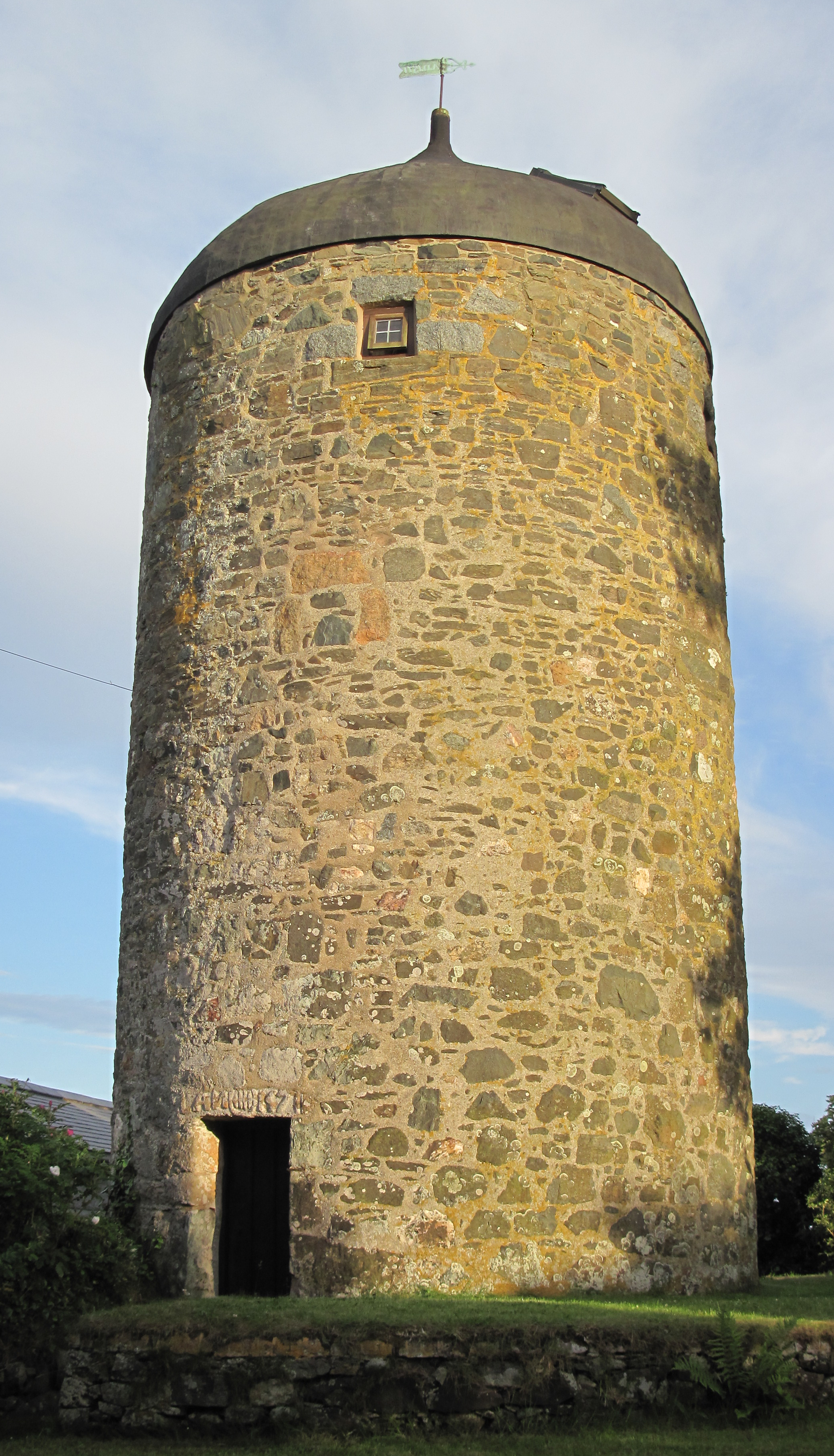
La torre di Sark

Il titolo sarebbe dovuto andare al padre ma questi morì il 4 maggio 1941 durante la seconda guerra mondiale, quando un bombardiere tedesco colpì l'albergo di Liverpool dove si trovava in licenza assieme alla seconda consorte l'attrice Mary Lawson, John Michael divenne quindi l'erede all'età di 14 anni. Michael esercitò la professione di ingegnere civile, a Bristol, presso la British Aircraft Corporation, lavorò poi alla Beagle Aircraft a Shoreham-by-Sea. Nel 1956 sposò Diana La Trobe-Bateman, dalla quale ebbe due figli: Christopher ed Anthony.
Beaumont è stato l'ultimo signore feudale d'Europa. La carica di Seigneur conserva il diritto di veto, il potere di nomina delle più alte cariche di Sark e alcuni antichi bizzarri privilegi feudali (è l'unica persona a poter possedere piccioni e cagne nell'isola). Nel 1990 un gruppo guidato dal fisico nucleare francese André Gardes sbarcò a Sark al fine di deporlo e mettere al suo posto lo scienziato, ma il colpo di Stato fallì.
John Michael Beaumont è stato inoltre insignito nel 2001 del titolo di ufficiale dell'Impero Britannico dalla regina Elisabetta II, di nuovo in visita nell'isola (una prima visita al Seigneur era stata fatta nel 1978, mentre la regina aveva già visitato la nonna Dama due volte), dalla cui autorità dipende direttamente. Il 10 dicembre 2008 sono state indette le prime elezioni democratiche, imposte dall'Unione europea, cui si erano rivolti i magnati britannici David e Frederick Barclay che, acquistata la vicina isoletta Brecqhou, pretendevano di monopolizzare l'economia e la politica di Sark. Ma il popolo preferì votare il partito facente capo a Beaumont che conservò numerosi dei suoi antichi privilegi.
Nel 2011 il Seigneur comunicò che non avrebbe mai venduto il titolo.
Verso la fine di settembre del 2009 Michael Beaumont e la consorte avevano lasciato la storica residenza della Seigneurie per dimorare in una casa di proprietà nei pressi della chiesa di San Pietro. Il trasferimento era dovuto a non meglio precisati motivi di salute dell'ottantaduenne signore. Il palazzo è stato affittato ad una coppia di sessantenni (David Synnott e la moglie) fino al 2019 e, da quanto dichiarato nel contratto, il canone di locazione previsto non è pagato in denaro ma in lavori di restauro. È probabile che il 2019 sia l'anno in cui si prevede che il primogenito del signore, Cristopher Beaumont, si trasferisca definitivamente a Sark dall'Inghilterra per assumere la carica ereditata alla morte del padre.